# Curie (microarquitectura)

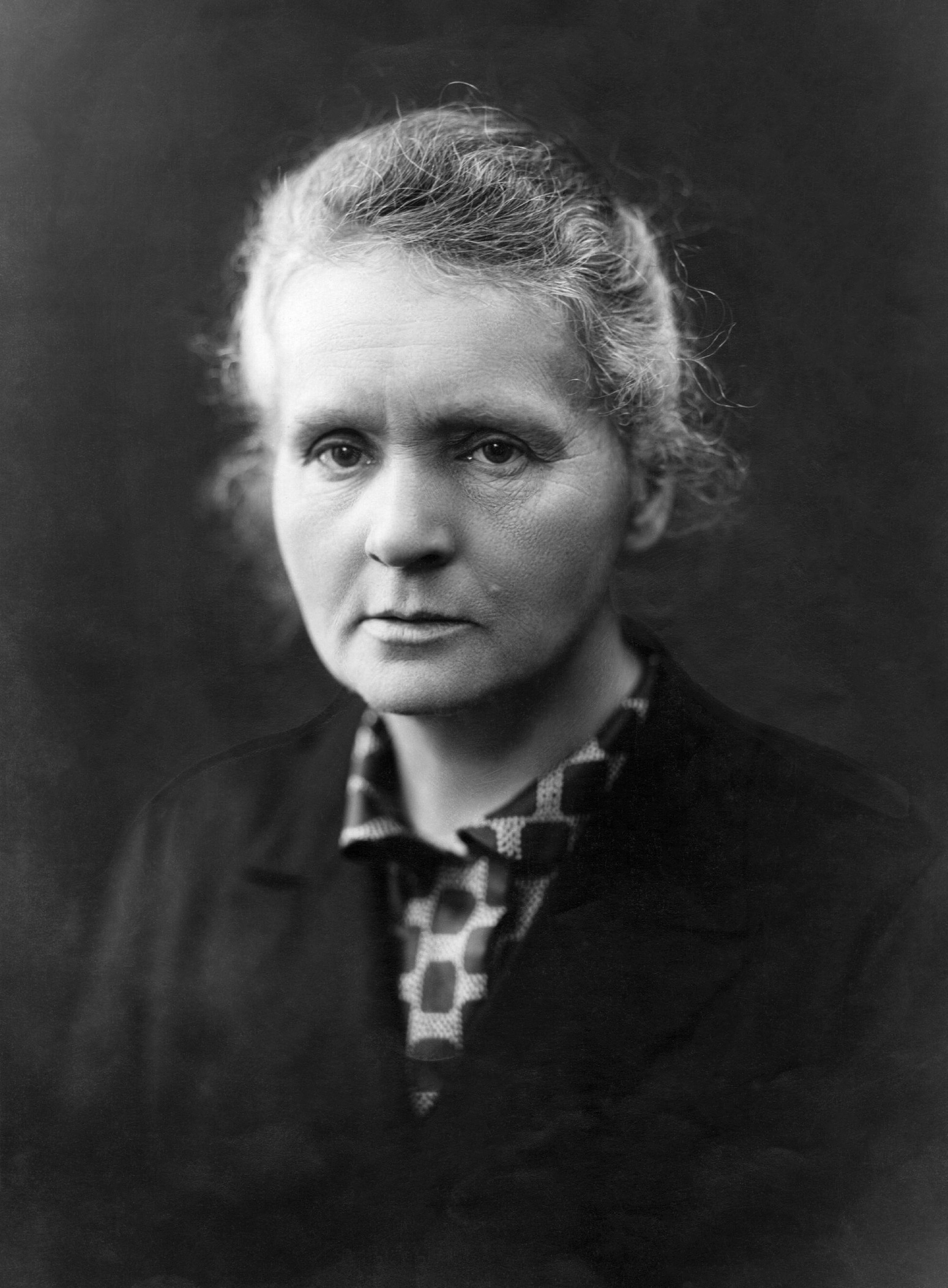
Foto de Marie Curie, epònim d'arquitectura

Curie és el nom en clau d'una microarquitectura de GPU desenvolupada per Nvidia, i llançada el 2004, com a successor de la microarquitectura Rankine. Va ser nomenat amb referència a la física polonesa Marie Salomea Skłodowska–Curie i es va utilitzar amb les sèries GeForce 6 i 7. Curie va ser seguit per Tesla.

## Característiques gràfiques
- DirectX 9.0c (9_3)
- OpenGL 2.1
- Shader Model 3.0
- Nvidia PureVideo (primera generació)
- S'ha reintroduït el suport per a la compressió Z
- Suport de maquinari per a l'algorisme anti-aliasing MSAA (fins a 4x)[3]

La manca de la funcionalitat d'ombrejat unificat fa que DirectX 9.0c sigui l'última versió compatible de DirectX per a GPU basada en aquesta microarquitectura.

## Llista de GPU
Sèrie GeForce 6 (6xxx)
Sèrie GeForce 7 (7xxx)